# Porsche-Diesel A 133
Le Porsche-Diesel A 133 est un tracteur fabriqué par Porsche-Diesel Motorenbau GmbH, qui était basé à Friedrichshafen sur le lac de Constance et qui a repris la production de tracteurs d’Allgaier Werke, environ 2 200 unités de ce modèle de tracteur ont été produites de 1956 à 1957. Le Porsche-Diesel A 133 était le modèle précédent du Porsche-Diesel Super 308.
Le tracteur diesel de Porsche se caractérisait par son moteur trois cylindres particulièrement puissant, tandis que d’autres modèles de tracteurs étaient encore propulsés par un moteur à vapeur. Le moteur refroidi par air du tracteur Porsche a été conçu dans une construction en tunnel et constituait donc une innovation technique sur le marché des tracteurs. Le moteur Diesel trois cylindres développait 33 ch à un régime nominal de 2 000 tr/min. De plus, le moteur disposait de trois arbres de prise de force, dont deux étaient situés à l’arrière du tracteur et faisaient partie de l’équipement standard. Le Porsche-Diesel A 133 a été produit en deux versions différentes. L’empattement est la plus grande différence. Selon le modèle, la largeur de voie était comprise entre 1 290 et 1 686 mm ou entre 1 290 et 1 776 mm. Ainsi, les modèles A 133 mesuraient entre 1 592 et 2 078 mm de large. Cependant, la longueur du tracteur était toujours la même pour les deux versions.
Le Porsche-Diesel A 133 disposait d’un total de cinq vitesses avant, avec lesquelles, selon les pneus arrières, une vitesse allant jusqu’à 28,7 km/h pouvait être atteinte. De plus, le tracteur Porsche était équipé d’une marche arrière et d’une vitesse lente. Les roues arrière étaient utilisées avec une prise de force de transmission et une prise de force au sol pour entraîner le tracteur Porsche. De plus, la prise de force avant à commande séparée du Porsche-Diesel A 133 pouvait être utilisés pour y installer une ensileuse. La charge par essieu était de 600 kg sur l’essieu avant et jusqu’à 1 025 kg sur l’essieu arrière. Les deux roues arrière sont équipées de freins à tambour et ils peuvent également être utilisés comme freins de roue individuels. Le tracteur Porsche était également équipé d’un démarreur électrique moderne.